# Роман Шпорлюк
Рома́н Шпорлю́к (англ. Roman Szporluk, нар. 1933, містечко Гримайлів, Скалатський повіт, Тернопільське воєводство) — український та американський історик, доктор філософії, професор, дійсний член НТШ і УВАН. Колишній директор Українського наукового інституту Гарвардського університету (Кембридж, Массачусетс, США).

## Життєпис
До 1958 жив у Польщі.
Закінчив Люблінський Університет Марії Кюрі-Склодовської (право, 1955), Оксфордський (суспільні науки, 1961) і Стенфордський (історія, 1965) університети. В 1965–1991 — професор історії Східної Європи в Мічиганському університеті. Колишній директор Центру російських і східноєвропейських студій у Мічиганському університеті.
З 1991 — професор історії України на факультеті історії Гарвардського університету.
У 1996–2003 рр. — директор Українського наукового інституту Гарвардського університету.
Член Української вільної академії наук у США. Член Ради Американських Асоціації сприяння слов'янознавству (1976–1979), член Польського товариства наук і мистецтв у Нью-Йорку та інших наукових товариств. Іноземний член НАН України, почесний професор Національного університету «Києво-Могилянська академія».
Широко друкувався в журналі «Сучасність» під псевдонімом Павло Чернов.
Нині Шпорлюк — professor emeritus (заслужений професор), перебуває на творчій роботі.

## Праці
Публікації з історії політичної думки, історіографії, національного питання, історії української преси в журналах і колективних працях:
- нарис історії України: «Ukraine: A Brief History» (1979, 2 вид. 1982);
- монографія «The Political Thought of Thomas G. Masaryk» (1981);

Укладач і редактор тому вибраних статей М. Покровського («Russian in World History», 1970) та збірної праці «The Influence of Eastern Europe and the Soviet West on the USSR» (1975).
- Комунізм і націоналізм. Карл Маркс проти Фрідріха Ліста. К.: Основи, 1998. — 480 с. (перше видання 1988 року англійською мовою)
- Імперія та нації. З історичного досвіду України, Росії, Польщі та Білорусі. (Пер. з англ.) — Кіїв: Дух і Літера, 2000. — 354 с. ISBN 9667888053
- Формування сучасної України: західний вибір, 2004.
- У пошуках майбутнього часу: статті, есе, інтерв'ю. Передмова Ярослава Грицака. — Київ: Грані-Т, 2010.
- Шпорлюк Роман. Формування модерних націй: Україна — Росія — Польща / Пер. з англ. Г. Касьянова, М. Климчука, М. Рябчука, Я. Стріхи, Д. Матіяш та Х. Чушаак. — Київ.: Дух і Літера, 2013. ISBN 978-966-378-321-5

## Вислови про Романа Шпорлюка
Григорій Касьянов у передмові до праці «Імперія та Нації» так охарактеризував цінність підходу Романа Шпорлюка: «Шпорлюк — науковець, дослідницька культура якого виключає ідеологічні пересуди та „викривальний синдром“, — і це дозволяє йому уникати однобічності та лінійності в оцінках і реконструкції подій новітньої історії. Будучи послідовним критиком комунізму як світогляду та ідеології, Радянського Союзу як імперії та „світової системи соціалізму“ як штучної конструкції, автор демонструє відсутність упередженості, і це, зрозуміло, робить його праці поважним внеском саме в наукову розробку теми „комунізм і націоналізм“ на благодатному і водночас надзвичайно складному для осмислення історичному матеріалі Східної Європи».
Ярослав Грицак, історик, професор Українського Католицького університету. З передмови до книжки «У пошуках майбутнього часу»:
|  | Є така порода: центральноєвропейські джентльмени. Для тих, хто її ніколи не зустрічав або не помічав, подам короткий опис: як правило, центральноєвропейські джентльмени а) походять із земель колишньої Австро-Угорської імперії або прилеглих до неї територій; б) вирізняються гострим розумом і добрим почуттям гумору; в) читають більшістю великих європейських мов (тобто англійською, німецькою, французькою, італійською і, часом, російською – а нерідко ще й латиною і грекою) та, звичайно, місцевими центральноєвропейськими мовами; г) кожною мовою розмовляють із сильним акцентом, часом навіть своєю власною; ) last but not least: здобули світову славу як лавреати Нобелівської премії, професори Гарварду, Кембриджу, Колумбії чи Оксфорду, видавці впливових журналів та газет чи всесвітньовідомі режисери і т. п., а тому д) їхні книжки, статті та фільми за частотою цитувань завжди стоять на чолі всіх більш чи менш поважних світових списків. Щоб краще зрозуміти, про кого йдеться, назву конкретні прізвища: Ісайя Берлін, Зигмунт Бауман, Олександр Ершенкрон, Ернест Еллнер, Іштван Деак, Лешек Колаковський, Чеслав Мілош, Карл Поппер, Джордж Сорос, Мілош Форман, Ігор Шевченко та ін. Найбільше у цьому списку засимільованих євреїв — австрійських, польських, російських, угорських чи чеських. [...] Далі за ними йшли поляки, чехи й угорці. Багато з них емігрували на Захід після Будапешту 1956 р. та Праги і Варшави 1968 р. І вже зовсім зникомо мало було серед них вихідців із т. зв. недержавних народів – таких як словаків, литовців чи українців. Роман Шпорлюк є власне одним із тих небагатьох українських винятків. |